# Rancho Jensen Alvarado
El rancho Jensen Alvarado es un parque y museo histórico ubicado en Jurupa Valley, Estados Unidos y es operado por el Parque Regional del Condado de Riverside y el Distrito de Espacios Abiertos. Se puede acceder desde 4350 Riverview Drive, o 4307 Briggs Street. Fue el primer edificio de ladrillos cocidos en horno construido en el condado de Riverside, y es la estructura sin adobe más antigua de Inland Empire (California).
Figura en el Registro Nacional de Lugares Históricos desde 1979.

## Historia
El capitán danés Cornelius Jensen se instaló en Agua Mansa alrededor de 1854 donde regentaba una tienda y poco después se casó con Mercedes Alvarado. Después de la Gran Inundación de 1862, la mayor parte de la ciudad fue destruida con la excepción del cementerio, la capilla y la tienda de Jensen. Algunos años más tarde, Jensen compró una parte del rancho Rubidoux. Jensen y Alvarado compraron un terreno en Agua Mansa en 1865.
Construyeron su casa de arquitectura vernácula en un rancho de 300 a 400 acres (120 a 160 ha). Jensen la construyó utilizando ladrillos tradicionales, habiendo aprendido de la inundación de 1862 ya que los ladrillos de adobe se disuelven en el agua. Su casa, que servía como tienda general, oficina de correos y parada de escenario de la zona, se construyó junto a la capilla del pueblo. El rancho, valorado en aproximadamente $ 30 000, fue el segundo más valioso en el condado de Riverside.

## Arquitectura
El estilo arquitectónico de la casa reflejaba el lugar de nacimiento de Jensen en Sylt, al tiempo que incorporaba un porche delantero. Fue el primer edificio de ladrillos cocidos en horno en el condado. También fue uno de los primeros edificios de ladrillos de arcilla de California, y utilizó arcilla que se encuentra en el propio rancho. Los cimientos de roca y la cal utilizada en el mortero procedían de una cantera de Jensen. La madera para las vigas provino de las montañas de la Sierra de San Bernardino. Tiene techos altos, pero solo un armario.
Hay varios otros edificios de ladrillo en el rancho, incluida una bodega, que ahora sirve como museo.

## Agricultura
Además de los huertos de albaricoques y naranjas, el cultivo de trigo y la cría de ovejas en el rancho Agua Mansa, los Jensens tenían otras 400 acres (160 ha) en Temecula. Mientras Riverside era una ciudad de templanza, el rancho Agua Mansa de los Jensen, al otro lado del río Santa Ana, tenía un viñedo; cada año se producían y vendían 2000 galones estadounidenses (7600 l) de vino.